# George Paget Thomson
Sir George Paget Thomson (Cambridge, 3. svibnja 1892. — Cambridge, 10. rujna 1975.), britanski fizičari i dobitnik Nobelove nagrade za fiziku 1937. zbog eksperimentalnog otkrića difrakcije elektrona. 
Rođen je 3. svibnja 1892. u Cambridgeu, a pohađao je, kao i njegov otac Joseph John Thomson (Paget je uzeo od djevojačkog prezimena majke, Rose Elisabeth Paget), Sveučilište Cambridge, gdje je u Cavendishovom laboratoriju neko vrijeme proveo kao postdiplomac. Kao profesor je radio na Cambridgeu, Sveučilištu u Aberdeenu i Carskom koledžu u Londonu. Proučavao je difrakciju elektrona i postigavši to dokazao da imaju i valna svojstva. Za to je postignuće, koje je i potvrdilo de Broglieovu teorjiu o dualnosti, zajedno s Clintonom Josephom Davissonom podijelio Nobelovu nagradu za fiziku 1937. godine. Zanimljiv je paradkos kako je njegov otac, Joseph John Thomson, Nobela dobio jer je dokazao da je elektron čestica, a sin, George Paget Thomson, zato što je dokazao da elektron to nije. Godine 1943. dobio je počasni naslov Sir.
Umro je u Cambridgeu 10. rujna 1975. u 83. godini života. 